# Nshakashokwe
Nshakashokwe is een dorp in het district Central in Botswana. De plaats telt 2168 inwoners (2011).